# Stile Isfahan
"Esfahan" o "Stile Isfahan" (شیوه معماری اصفهانی) è uno stile (sabk) di architettura quando si vuole categorizzare lo sviluppo dell'architettura iraniana nella storia. I limiti di questo stile passano attraverso le dinastie safavide, Afsharidi, Zand, e Qajar a partire dal XVI secolo sino al XX secolo.
Lo stile Esfahan è l'ultimo stile di architettura tradizionale persiano-iraniano.
La dinastia safavide era stato il principale strumento per la nascita di questo stile di architettura, che presto si diffuse in India in quello che divenne noto come architettura Moghul.

## Esempi
Esempi di stile Isfahan:
- Chehelsotoon
- Ali Qapu
- Agha Bozorg Mosque, Kashan
- Shah Mosque
- Sheikh Lotf Allah Mosque.
- Hasht Behesht

## Galleria d'immagini

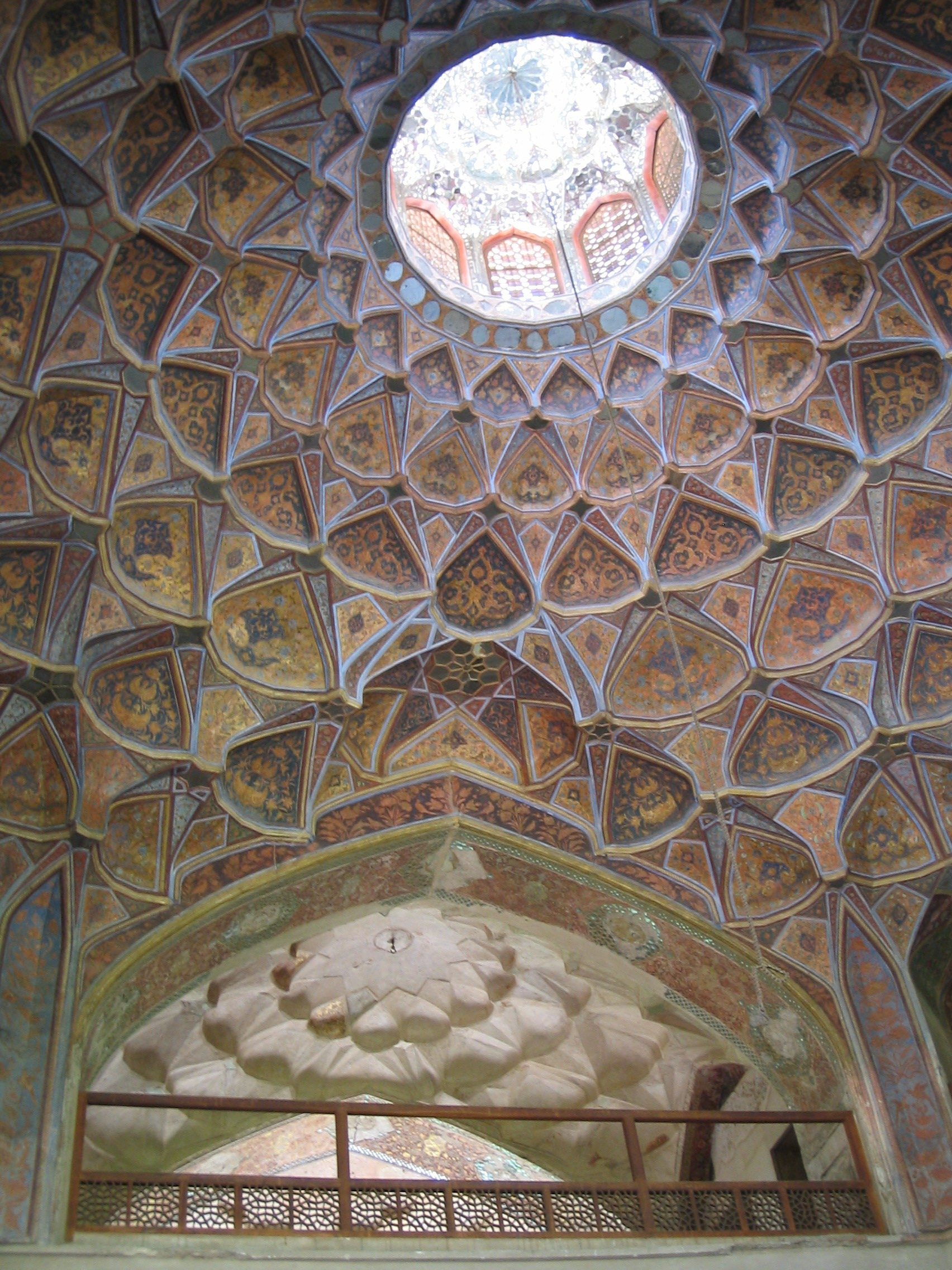
Hasht Behesht palace
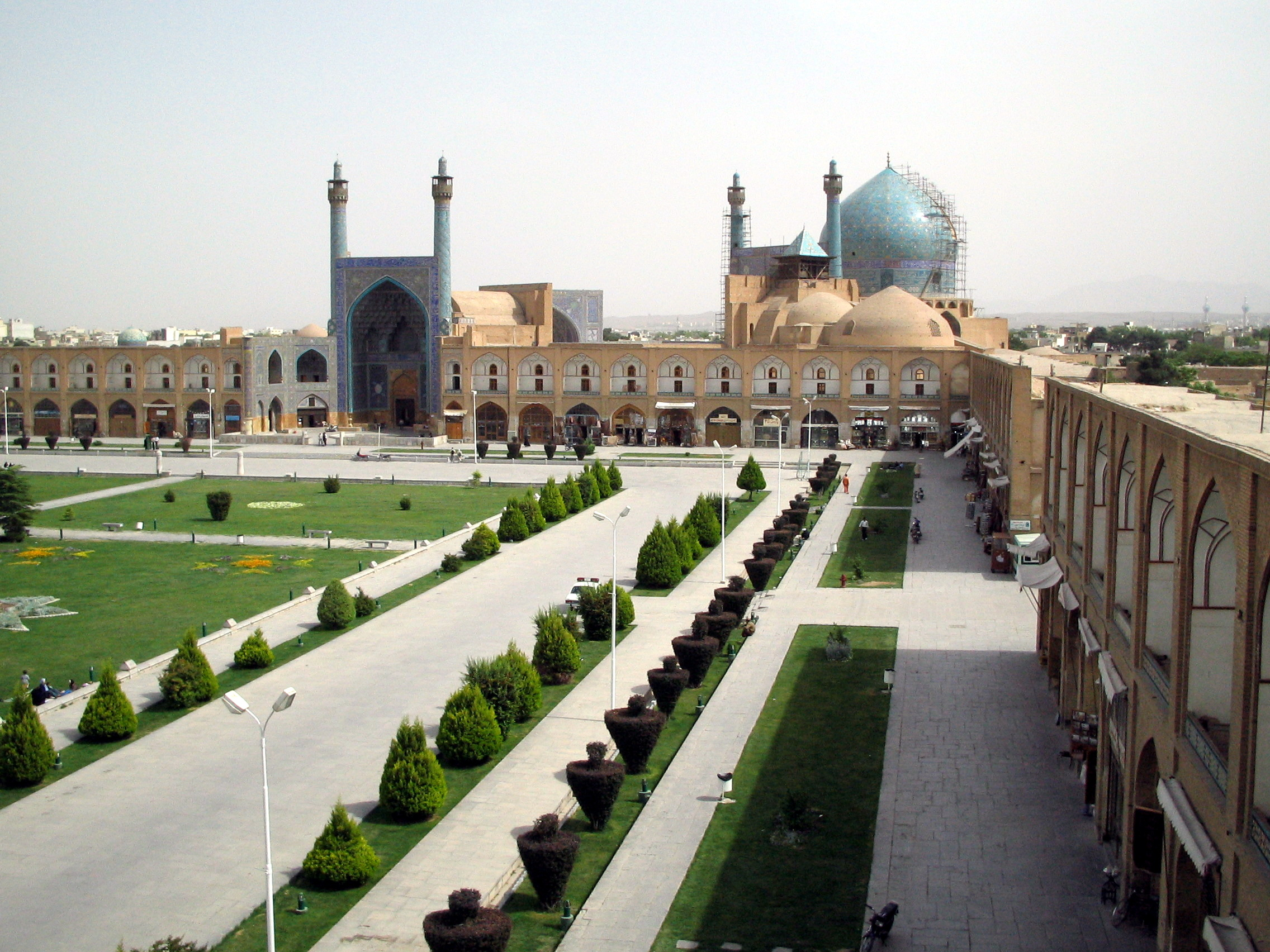
Imam Mosque, Isfahan
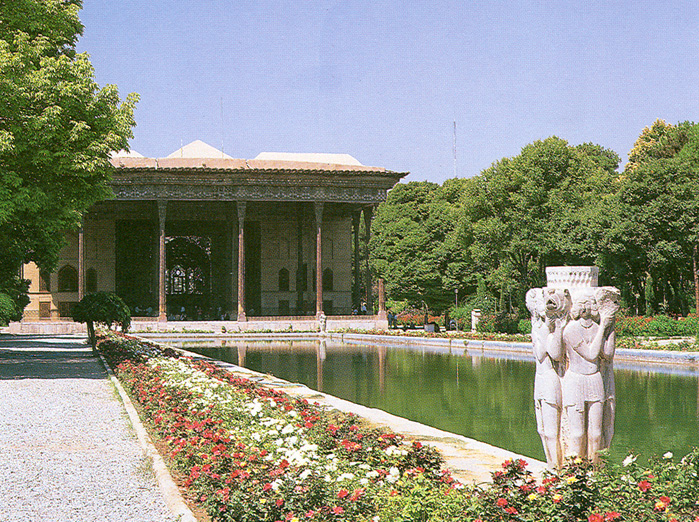
Chehel Sotoun